# Локвица
Вижте пояснителната страница за други значения на Локвица.
Ло̀квица (на македонска литературна норма: Локвица) е село, в община Брод (Македонски Брод).

## География
Селото е разположено в историко-географската област Поречие в югозападните склонове на планината Даутица.

## История
Църквата „Свети Атанасий“ е средновековна, но не е известно времето на първоначалното ѝ изграждане.
В XIX век Локвица е село в Поречка нахия на Кичевска каза на Османската империя. Църквата „Свети Димитър“ е изградена в 1872 година. В нея работи Стойче Станков.
В „Етнография на вилаетите Адрианопол, Монастир и Салоника“, издадена в Константинопол в 1878 година и отразяваща статистиката на населението от 1873 година, Локвища (Lokvischta) е посочено като село със 154 домакинства с 330 жители българи и 200 мюсюлмани.
Според статистиката на Васил Кънчов („Македония. Етнография и статистика“) от 1900 година селото е населявано от 840 жители българи християни. Според Никола Киров („Крушово и борбите му за свобода“) към 1901 година Локвица има 45 български къщи.
На Етнографската карта на Битолския вилает на Картографския институт в София от 1901 година Локвица е чисто българско село в Кичевската каза на Битолския санджак със 100 къщи.
В началото на XX век Локвица е българско село в сърбоманската област Поречие, което остава под върховенството на Българската екзархия. По данни на секретаря на екзархията Димитър Мишев („La Macédoine et sa Population Chrétienne“) в 1905 година в Локвица има 136 българи екзархисти. Според митрополит Поликарп Дебърски и Велешки обаче в 1904 година в Локвица има 35 сръбски къщи.
В 1911 година сръбската пропаганда се опитва да привлече локвичани на своя страна, за да ликвидира последното гнездо на българщината в Поречието и обещава на четници и свещеници месечни сръбски заплати: на войводата Арсо Локвички три лири, на Йован три лири, на Ставре три лири, на Дамян две лири, на Мицко една лира, на Павле три лири, на отец Димитрий три лири.
При избухването на Балканската война в 1912 година 4 души от Локвица са доброволци в Македоно-одринското опълчение.
Според рапорт на дебърския митрополит Козма в края на 1912 или началото на 1913 година сръбските власти подлагат на репресии местния български свещеник Димитрий, когото изгонват от селото заради отказа му да се признае за подведомствен на сръбския владика Варнава. След Междусъюзническата война в 1913 година селото попада в Сърбия.
След края на Първата световна война 18 бежанци от Локвица са настанени в Жедненска община, Радомирско.
На етническата си карта на Северозападна Македония в 1929 година Афанасий Селишчев отбелязва Локвица като българско село.
Според преброяването от 2002 година Локвица има 99 жители македонци.

## Личности
Родени в Локвица
- Аризанко Кузман, арестуван през октомври 1903 година, обвинен в „даване на убежище на българските бандити“, осъден на 4 години каторга, заточен в Диарбекир, амнистиран с общата амнистия от 12 април 1904 година[16]
- Арсо Йовев Силянов – Локвички (1870 – 1923), български революционер
- Гоце Маркоски (р.1966), политик от Северна Македония, депутат от ВМРО-ДПМНЕ
- Димитри Трайко, арестуван през септември 1903 година, обвинен в „даване на укритие на българските разбойници“, осъден на 15 години каторга, заточен в Диарбекир, амнистиран с общата амнистия от 12 април 1904 година[17]
- Димитър Трайков, български свещеник и революционер, член на ВМОРО,[18] арестуван през септември 1903 година, обвинен в „даване на укритие на българските разбойници“, осъден на 15 години каторга, заточен в Диарбекир, амнистиран с общата амнистия от 12 април 1904 година[19]
- Димитър Арсов Йовев, български революционер, деец на ВМРО[20]
- Иван Йовев, български революционер, член на ВМОРО, войвода на чета в Поречко през 1906 година[21]
- Иван Йосев, български революционер, член на ВМОРО[18]
- Йован (Йованче) Стойков (Стойчев) Браянов, български революционер от ВМОРО,[22] арестуван през октомври 1903 година, обвинен в „даване на убежище на българските бандити“, осъден на 3 години каторга, заточен в Диарбекир, амнистиран с общата амнистия от 12 април 1904 година[16]
- Йонче Дуков Кузманов (1877 – ?), български революционер от ВМОРО, куриер на Гюрчин Наумов[23]
- Милан, деец на сръбската въоръжена пропаганда в 1911 година, с месечна сръбска заплата две лири и половина[10]
- Митре Ристе, учител, арестуван през септември 1903 година, обвинен в „даване на укритие на българските разбойници“, осъден на 15 години каторга, заточен в Диарбекир, амнистиран с общата амнистия от 12 април 1904 година[17]
- Павле Наумоски (1885 – 1961), духовник
- Петре Локвенец, български революционер, в 1869 година е член на Крушевската конспирация на Иван Шумков[24]
- Симеон Стойче, арестуван през октомври 1903 година, обвинен в „даване на убежище на българските бандити“, осъден на 3 години каторга, заточен в Диарбекир, амнистиран с общата амнистия от 12 април 1904 година[16]
- Стойко Виде, арестуван през октомври 1903 година, обвинен в „даване на убежище на българските бандити“, осъден на 4 години каторга, заточен в Диарбекир, амнистиран с общата амнистия от 12 април 1904 година[25]
- Трайко Наум, арестуван през септември 1903 година, обвинен в „даване на укритие на българските разбойници“, осъден на 15 години каторга, заточен в Диарбекир, амнистиран с общата амнистия от 12 април 1904 година[17]